# Lismore (Minnesota)
Lismore ist eine Stadt im Nobles County, Minnesota. Das U.S. Census Bureau hat bei der Volkszählung 2020 eine Einwohnerzahl von 202 ermittelt.

## Geografie
Lismore liegt auf dem westlichen Hang des Buffalo Ridge, einer Fläche von rollenden Hügeln im südöstlichen Teil der Coteau des Prairies. Eine Wasserscheide trennt das System des Mississippi und des Missouri.

## Geschichte
Die Stadt Lismore hat ihren Namen von dem Township Lismore, welches wiederum nach einem Dorf in der Grafschaft Waterford, Irland, benannt wurde, das für sein wunderschönes Schloss bekannt ist.
Lismore verdankt seine Existenz der Burlington Railroad, die durch den Nordosten des Nobles Countys führt.

## Bevölkerung
2010 waren von den 227 Einwohnern 96,0 Prozent Weiße, 4,0 Prozent Afroamerikaner und 0,9 Prozent Hispanics oder Latinos.
| Jahr      | 1910 | 1920 | 1960 | 2000 | 2010 | 2020 |
| --------- | ---- | ---- | ---- | ---- | ---- | ---- |
| Einwohner | 268  | 350  | 306  | 238  | 227  | 202  |